# Televisão da Guiné-Bissau
Televisão da Guiné-Bissau, nota anche con l'acronimo TGB, è l'unica rete televisiva della Guinea-Bissau. Trasmette dalla capitale Bissau in portoghese.

## Storia
In Guinea-Bissau la televisione debuttò negli anni ottanta in seguito a una gara pubblica vinta da una società portoghese. Le prime immagini televisive sperimentali andarono in onda a ottobre 1987, quando fu firmato un contratto per creare una televisione di stato, che inizialmente fu chiamata "Televisão Experimental da Guiné-Bissau" (TEGB). L'inaugurazione ufficiale si tenne, però, a novembre 1989, dopo un accordo di collaborazione con la radiotelevisione pubblica portoghese RTP. A quel tempo il Paese era governato da João Bernardo Vieira, che aveva conquistato il potere con un colpo di Stato nel 1980, e pertanto come giorno per il lancio ufficiale fu scelto quello del 9º anniversario del golpe, il 14 novembre.
Nel 1995 televisione e radio furono riunite nella Rádio e Televisão da Guiné-Bissau (RTGB). Durante la guerra civile del 1998-1999 l'azienda sopravvisse, ma dopo l'assassinio di Vieira nel 1999 iniziò ad avere difficoltà, soprattutto finanziarie, e fu ampiamente ignorata dai nuovi leader politici. 
Nel 2003 televisione e radio tornarono ad essere separate e nell'occasione furono rinominate rispettivamente "Televisão da Guiné-Bissau" (TGB) e "Radiodifusão Nacional da Guiné-Bissau" (RNGB).
Nel 2006, congiuntamente al governo, TGB acquisì i diritti televisivi per trasmettere 64 incontri del campionato mondiale di calcio 2006, che quell'anno si sarebbe tenuto in Germania. Fu la prima volta per un medium guineense e fu la prima volta che alla competizione parteciparono 3 squadre nazionali di lingua portoghese: Angola, Brasile e Portogallo.
Lo stesso anno l'offerta complessiva del canale fu ampliata, passando dalle sole 4 ore di programmazione giornaliera 18,00-22,00 a un totale di 12 ore, anticipando l'apertura alle 10,00.
Nel 2010 l'azienda dovette affrontare alcuni pesanti disguidi tecnici, che portarono addirittura a 2 mesi di sospensione totale del servizio a causa delle attrezzature in sua dotazione, ormai obsolete. Il 23 settembre dello stesso anno la ministra Maria Adiato Nandigna, durante la sessione di apertura dell'Assemblea Generale dell'Associazione delle Radio e Televisioni dell'Africa Australe (SABA) tenutasi a Luanda, chiese supporto al governo angolano per poter ripristinare il funzionamento regolare dell'emittente del suo Paese.
Il trasmettitore principale del canale è situato a Nhacra e copre l'area metropolitana di Bissau, integrato da 2 impianti secondari, uno nell'est del Paese, a Gabu, e l'altro nel sud, a Catió.

## Servizi

### Televisione
| Nome | Sede   | Тipo        | Lancio | Lingua     |
| ---- | ------ | ----------- | ------ | ---------- |
| TGB  | Bissau | generalista | 1987   | portoghese |

## Ricezione

### Terrestre
Televisão da Guiné-Bissau trasmette in standard DVB-T HD.

### Satellite[7]
| Satellite          | SES 4                     |
| Posizione orbitale | 22.0° W                   |
| Canali             | Televisão da Guiné-Bissau |
| Frequenza          | 11611 V                   |
| SR                 | 45000                     |
| FEC                | 3/4                       |
| Modulazione        | QPSK                      |

### Streaming
Televisão da Guiné-Bissau in streaming